# 普華永道大樓
普華永道大樓（西班牙語：Torre PwC），是位於西班牙馬德里四大樓商業區的一座摩天大樓，其高度為236公尺，於2008年竣工，該棟建築物由卡洛斯·魯比奧·卡瓦哈爾和恩里克·阿尔瓦雷斯-萨拉·瓦尔特（Enrique Álvarez-Sala Walter）設計，由薩維地產負責大樓的工程建造。
該棟建築物是西班牙第三高的摩天大樓，也是歐盟六高的摩天大樓。

## 簡介
普華永道大樓擁有五星級酒店歐洲之星（Eurostars Madrid Tower），並在建築物的6層和27層設有客房，在其上部則有兩層樓的餐廳欣賞馬德里的全景。專業服務公司普华永道於2011年7月將其在馬德里的辦公室（約2500名專業人員）遷至這座大樓的34至50層。同一天，普華永道的標誌安裝在大樓的頂部，成為西班牙最高的標誌，51－58層則用於塔的一般設施和設備。在普華永道於2011年搬遷至塔樓後，該建築更名為Torre PwC，而不是過去的Torre Sacyr Vallehermoso。此外普華永道大樓是是唯一一座採用雙層外牆的塔樓，建築物外觀完全由薄片狀玻璃覆蓋。在上層甲板上有3台風力渦輪機，每台2.5千瓦，能以風力發電供建築物使用。

## 圖片

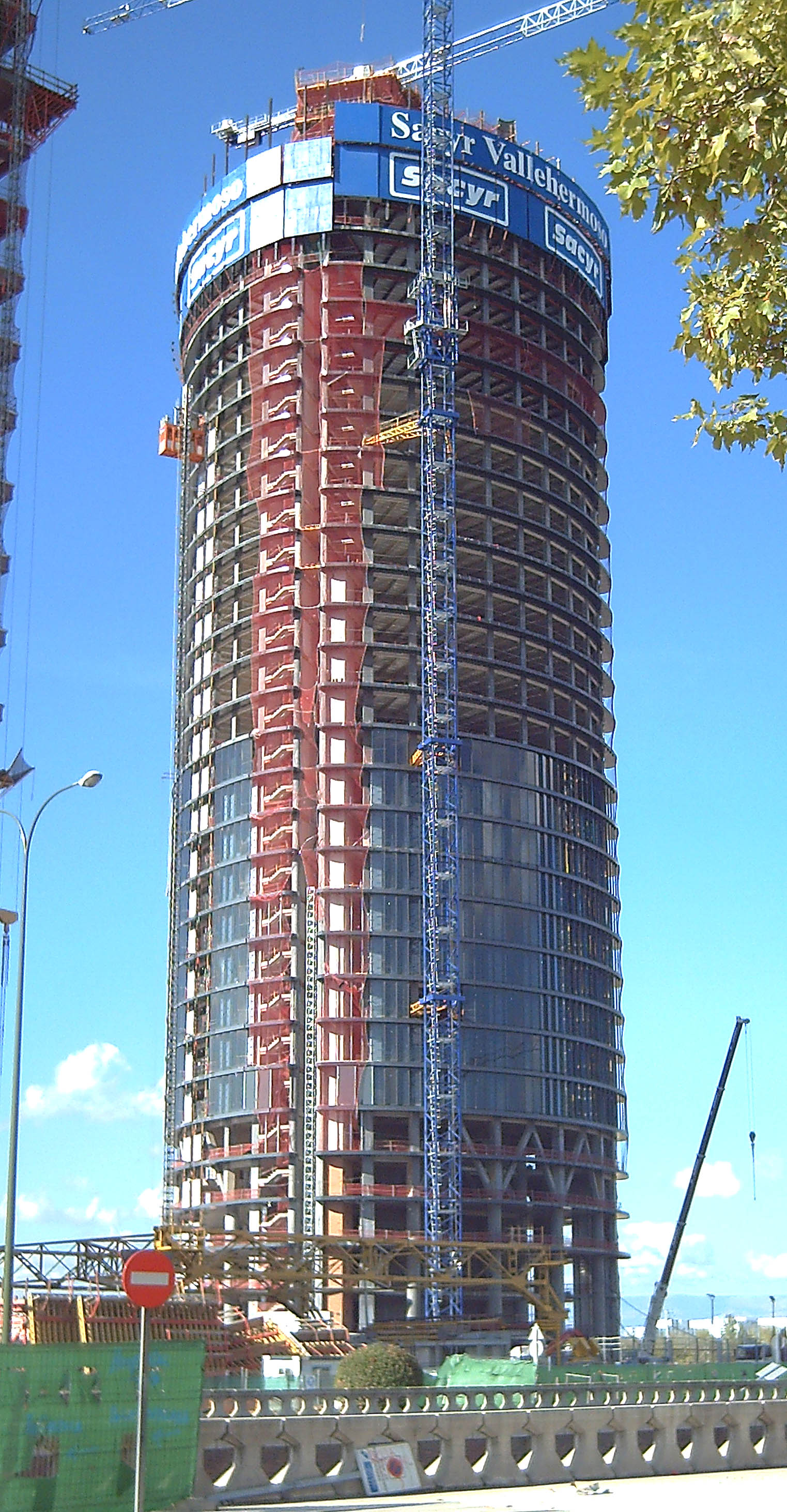
正在建設中的普華永道大樓（2006年）
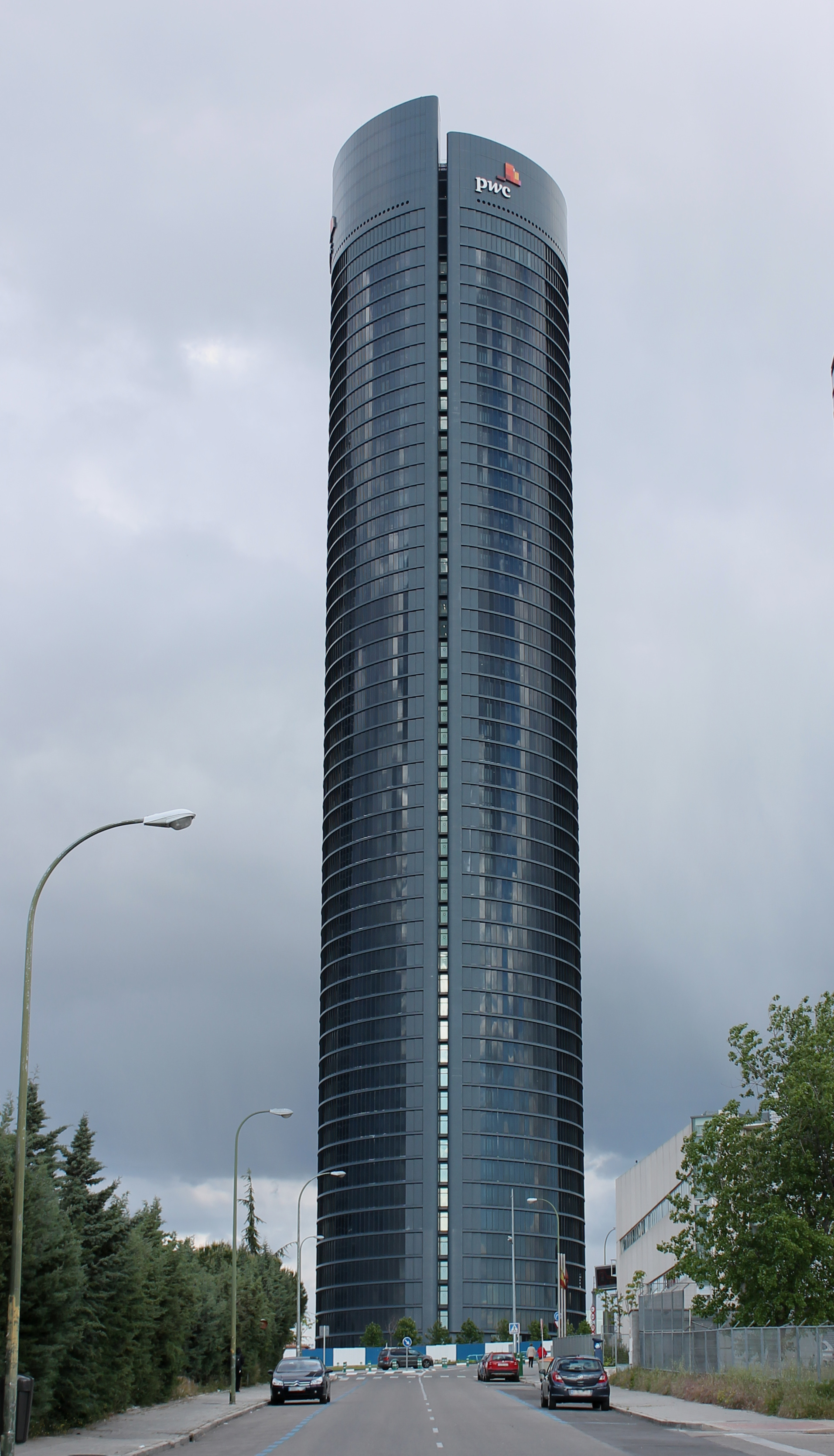
普華永道大樓（2013年）
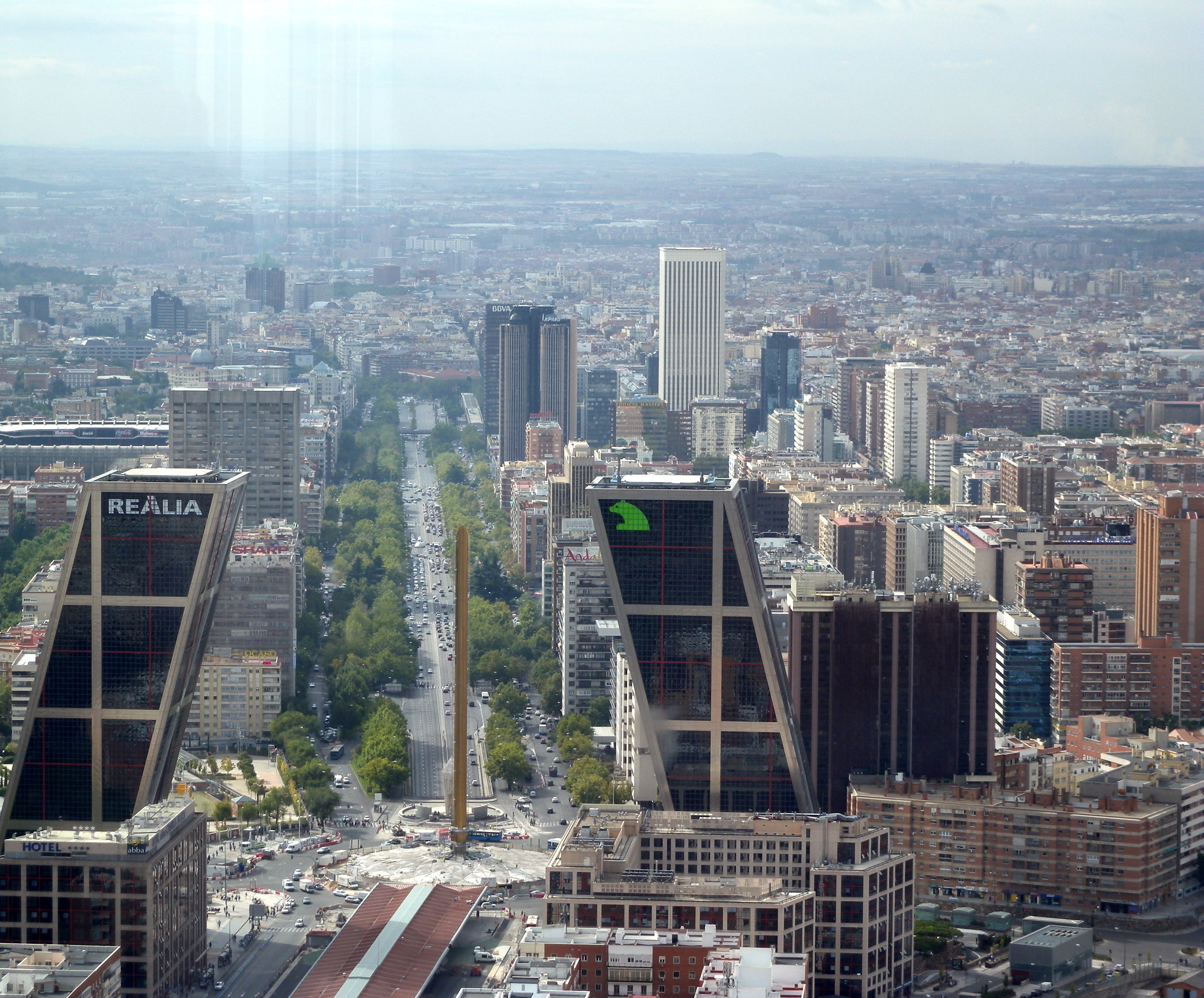
普華永道大樓遙望馬德里的景觀
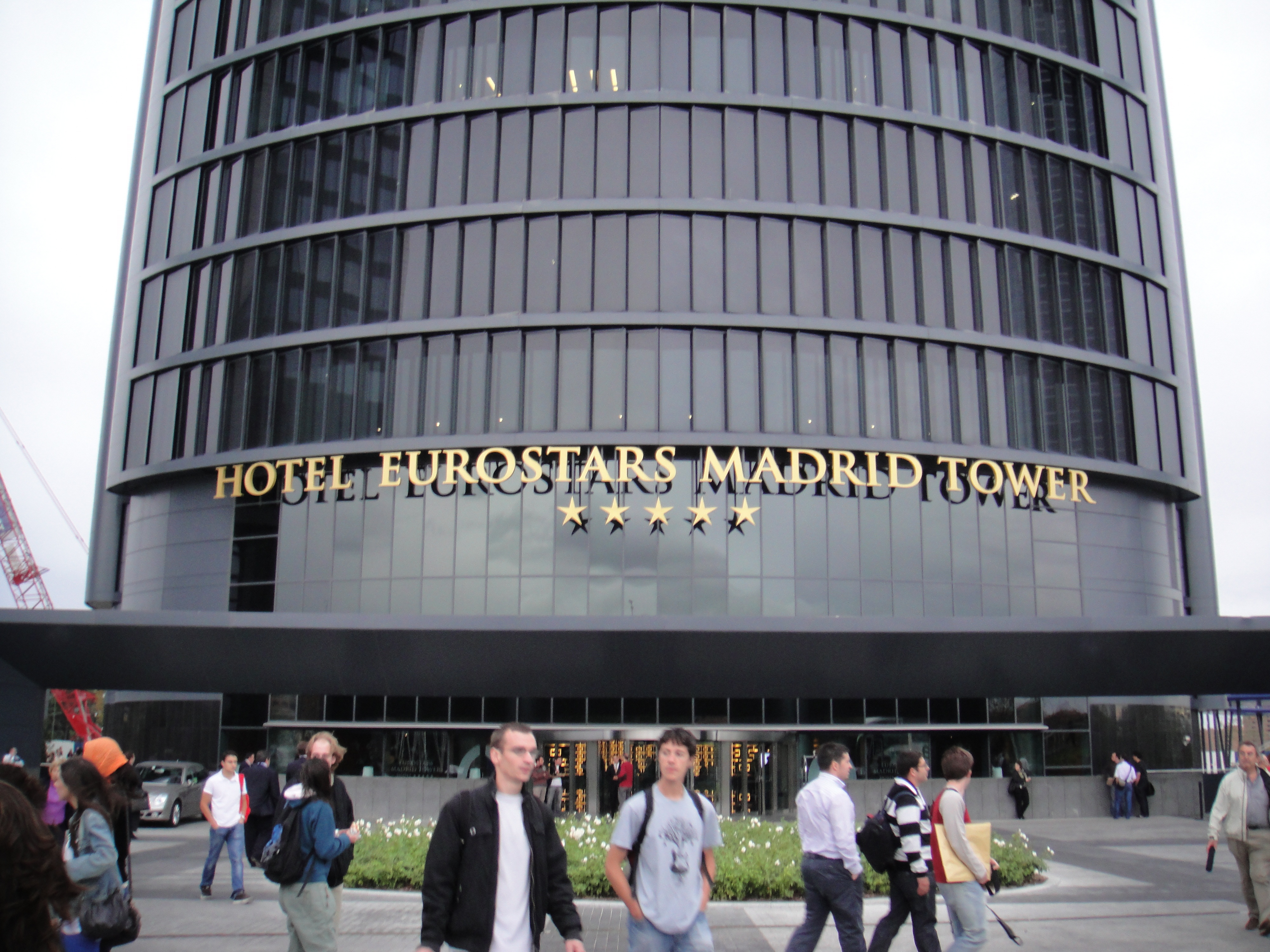
普華永道大樓入口

## 外部連結
维基共享资源上的相關多媒體資源：普華永道大樓